# Akter Liza Shamima
Akter Liza Shamima (* 26. Oktober 1989) ist eine bangladeschische Schachspielerin.

## Leben
Die bangladeschische 26. Einzelmeisterschaft der Frauen konnte sie 2005 in Dhaka mit zwei Punkten Vorsprung gewinnen. Das Prime Bank Ratingturnier in Dhaka gewann sie 2007, 2009, 2011 und 2012. Die Turniere der Prime Bank wurden zwar als internationale Turniere angekündigt, es nahmen jedoch nur Frauen aus Bangladesch teil. Erneut Frauenmeisterin von Bangladesch wurde Akter Liza Shamima 2010 in Narayanganj und 2012 in Dhaka. Sie gewann das Zonenturnier in Colombo im Februar 2013. Für ihren zweiten Platz im Zonenturnier 2011 in Colombo, das Sachini Ranasinghe gewann, erhielt Akter Liza Shamima den Titel Internationaler Meister der Frauen (WIM).
Ihre Elo-Zahl beträgt 2114 (Stand: September 2020), damit würde sie die Elo-Rangliste der Frauen Bangladeschs anführen. Sie wird jedoch als inaktiv geführt, weil sie seit der Schacholympiade der Frauen 2018 keine Elo-gewertete Schachpartie mehr gespielt hat. Ihre höchste Elo-Zahl von 2207 erreichte sie im Dezember 2017.

## Nationalmannschaft
Mit der Frauenmannschaft Bangladeschs nahm Shamima an den Schacholympiaden 2008, 2010, 2014 und 2018 teil. Außerdem spielte sie bei den Asienspielen 2006 in Doha am Frauenbrett Bangladeschs und bei den Asienspielen 2010 in Guangzhou in der Frauenmannschaft.

## Vereine
Vereinsschach spielte sie in Bangladesch zum Beispiel 2008 für die Overseas School of Chess, 2010 für den Dhaka Mohammedan Sporting Club, 2011 für Bangladesh Biman und 2012 für den Narayanganj Pritam-Prism Chess Club.